# 9番街駅
9番街駅（9ばんがいえき、英: Ninth Avenue）はニューヨーク市地下鉄BMTウェスト・エンド線の急行停車駅で、ブルックリン区の9番街-39丁目交差点にある。2層構造になっており、各層とも島式ホーム2面3線を有する。上層はBMTウェスト・エンド線が使用しており、終日D系統が停車する。3線のうち中央の急行線は普段使われていない。下層はかつてBMTカルバー線が使用していたが、現在は閉鎖されている。

## 駅構造
| G         | 地上階・駅舎                             | 出入口 改札口、駅員詰所、メトロカード自動券売機                     |
| B1 上層階 | 北行緩行線                               | ← ノーウッド-205丁目駅行き（36丁目駅）                              |
| B1 上層階 | 島式ホーム、到着番線に応じた側の扉が開く |                                                                     |
| B1 上層階 | 混雑方向急行線                           | → 定期列車なし （北行：36丁目駅/南行：62丁目駅）                    |
| B1 上層階 | 島式ホーム、到着番線に応じた側の扉が開く |                                                                     |
| B1 上層階 | 南行緩行線                               | → コニー・アイランド駅行き（フォート・ハミルトン・パークウェイ駅）→ |
| B2 下層階 | 旧北行緩行線                             | → 路盤のみ                                                          |
| B2 下層階 | 島式ホーム、不使用                       |                                                                     |
| B2 下層階 | 旧混雑方向急行線                         | → 定期列車なし                                                      |
| B2 下層階 | 島式ホーム、不使用                       |                                                                     |
| B2 下層階 | 旧南行緩行線                             | → 路盤のみ                                                          |

9番街駅は1926年6月24日に開業した地上駅である。2層構造になっており、各層とも島式ホーム2面3線を有する。下層は1954年にインディペンデント・サブウェイ・システムがカルバー・ランプを建設してBMTカルバー線の主要区間を手中に収めるまでBMTカルバー線からBMT4番街線やBMT5番街線（高架線）に向かうルートとして使われていた。このとき同時に当駅からディトマス・アベニュー駅までの単線でカルバー・シャトルの運行が始まった。1959年5月まではBMTカルバー線の列車が何本かマンハッタンまで運行され続けていた。一方、カルバー・シャトルの運行も1975年5月11日に中止された。
下層はそれ以降放棄されて使われていない。下層は暗いが南行線側には蛍光灯が残っている。カルバー・シャトルの隣駅はフォート・ハミルトン・パークウェイ駅であり、線路は駅のすぐ東側で曲がっている。急行線と南行緩行線はトンネルポータル東端の車止めで終わるが、北行緩行線はトンネルポータルを通り過ぎた後36丁目-38丁目車両基地からの線路と並走する（ただし合流はしない）。1959年から1975年まで運行されたカルバー・シャトル（9番街駅 - ディトマス・アベニュー駅間）はこの北行緩行線を走行していた。
駅舎は地上に設けられており、西端にエントランスがある。メザニンにはタブレット・グリルがまだ残っており、新聞スタンドもある（以前は現在駅員詰所がある側にあった）。上層階のマンハッタン方面ホームはコニー・アイランド方面ホームより若干広くなっている。上層階の西端は36丁目-38丁目車両基地のエントランスに向かう職員専用歩道橋に繋がっており、自動改札機が設けられている。BMTウェスト・エンド線の運転指令所は36丁目-38丁目車両基地の南端に設けられている。
2012年に駅の改装工事が行われ、ホーム縁に黄色い安全帯が設けられ、36丁目-38丁目車両基地への階段も新設された。

## 構内配線

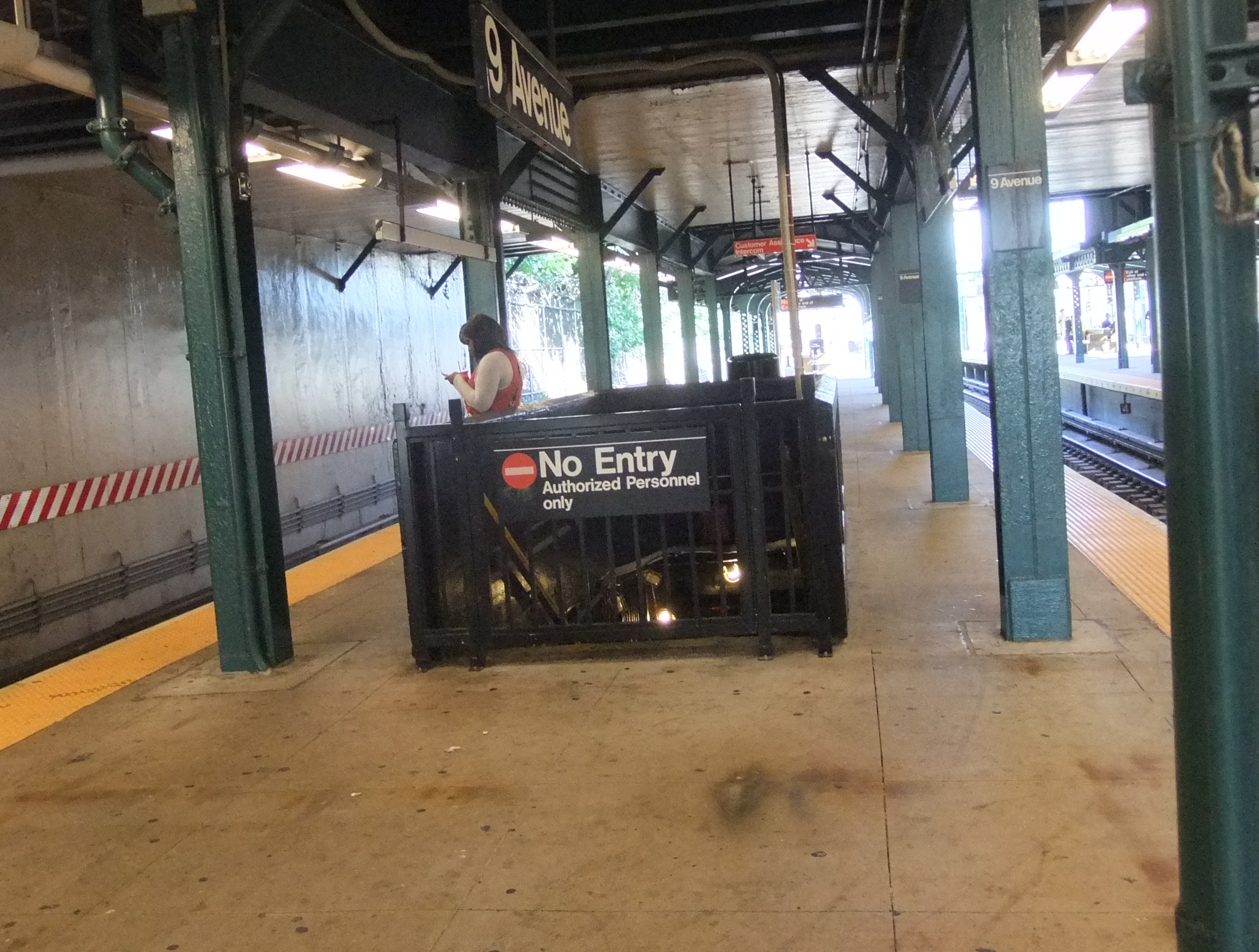
下層階への階段

ウェスト・エンド線は当駅の東で築堤から高架に上がっている。BMTカルバー線の廃線跡はトンネルのマンハッタン方面側から見ることができる。トンネルからは1線のみ出ているが、それも約230メートル (750 ft)でフォート・ハミルトン・パークウェイ駅に行くことなく終わっている。また、1980年代末にニューヨークシティ・トランジット・オーソリティの職員専用に作られたホームも残っている。
駅の西側の廃線は複雑で、以下の線路が合流して6線になって駅の上層・下層に入っている。
- BMT4番街線との接続線
- BMT5番街線（廃線）との接続線
- 36丁目-38丁目車両基地との接続線

36丁目-38丁目車両基地との接続線をアンダーパスした先で北に曲がってBMT4番街線となるが、その下を通って埠頭までまっすぐ延びる旧サウス・ブルックリン鉄道の線路が残っている。36丁目駅に向かうトンネルにもサウス・ブルックリン鉄道との接続線用の路盤が残っているが、この接続線は結局建設されることはなかった。この路盤は南行線と一緒になってしばらく続き、壁で行き止まりになっている。

## ポップカルチャーにて
廃駅になった下層ホームで映画『クロコダイル・ダンディー』の撮影が行われた。作中ラストで59丁目-コロンバス・サークル駅 (IND8番街線)として登場しているが、壁の「9」のモザイクや最後の日光が差し込むシーンから9番街駅であることが分かる。

## 画像

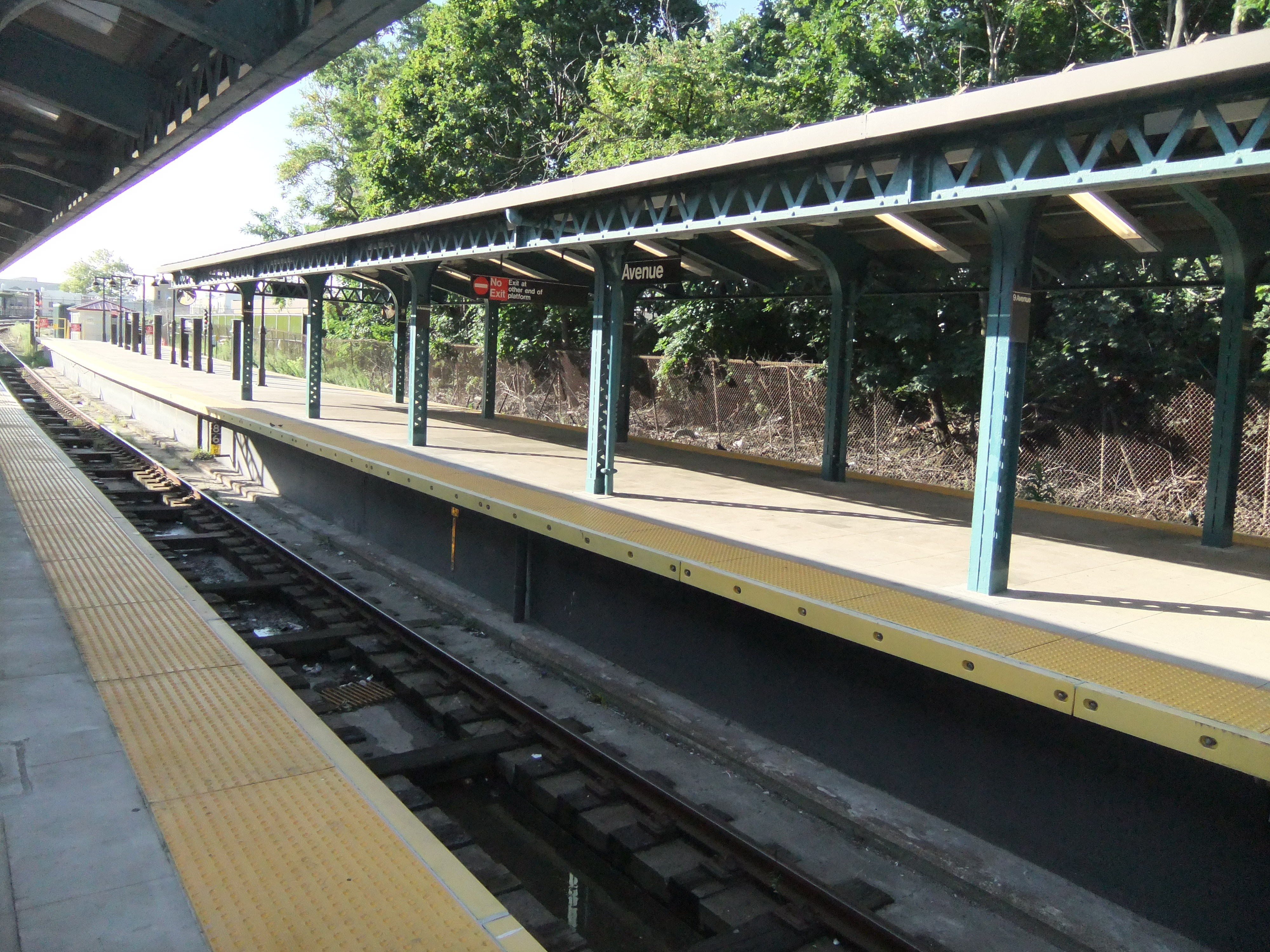
コニー・アイランド方面ホーム
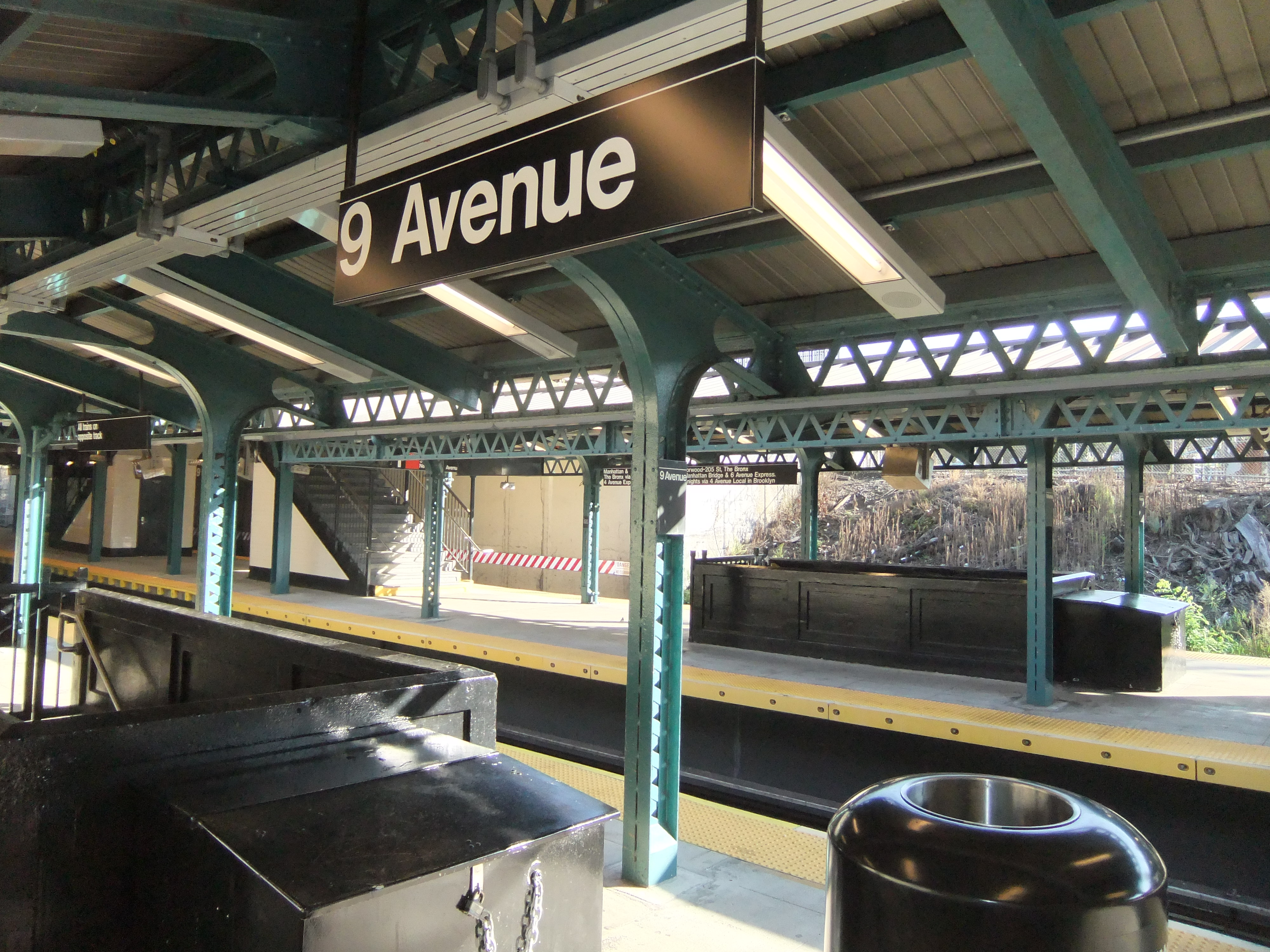
マンハッタン方面ホーム
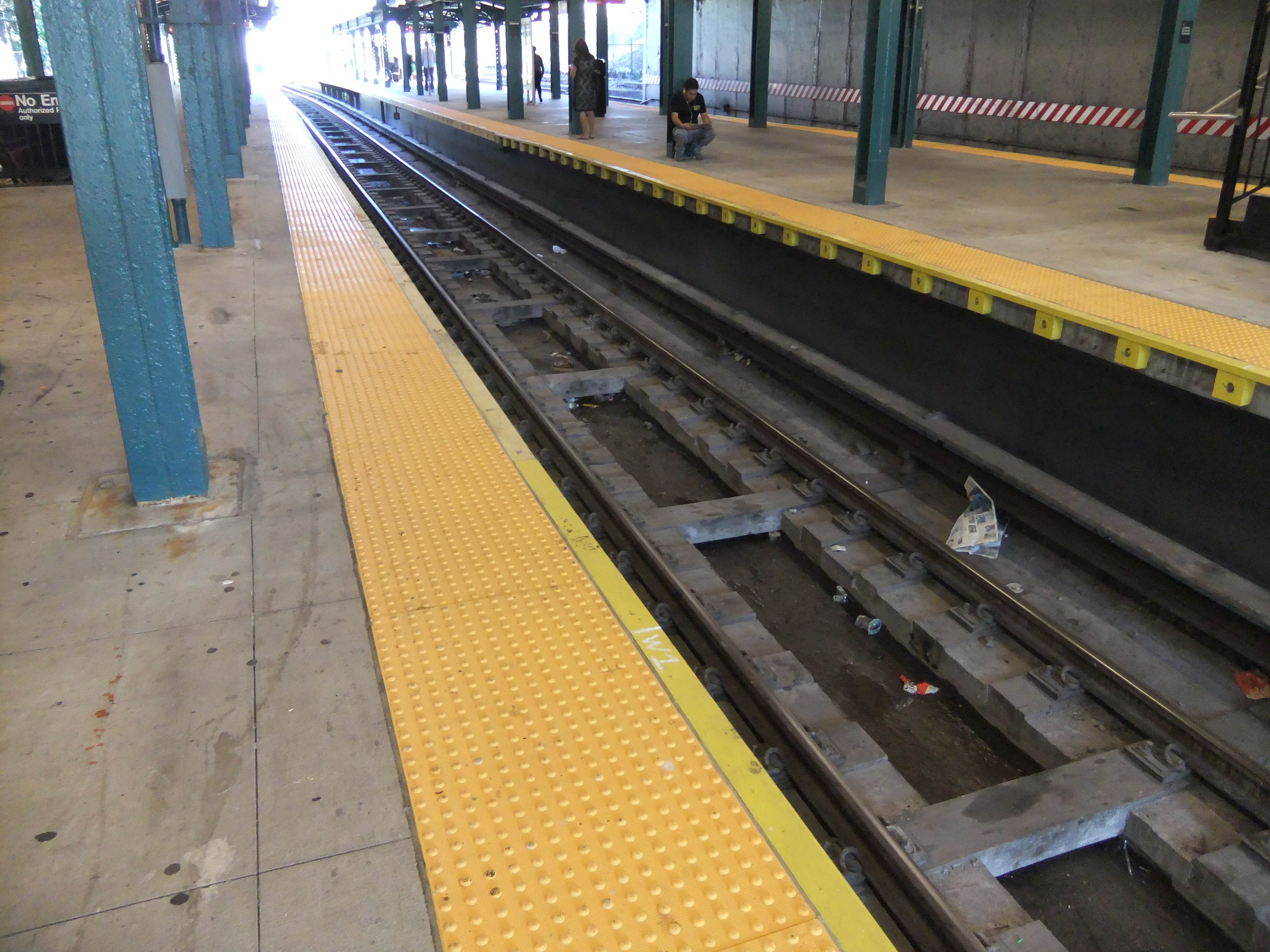
急行線
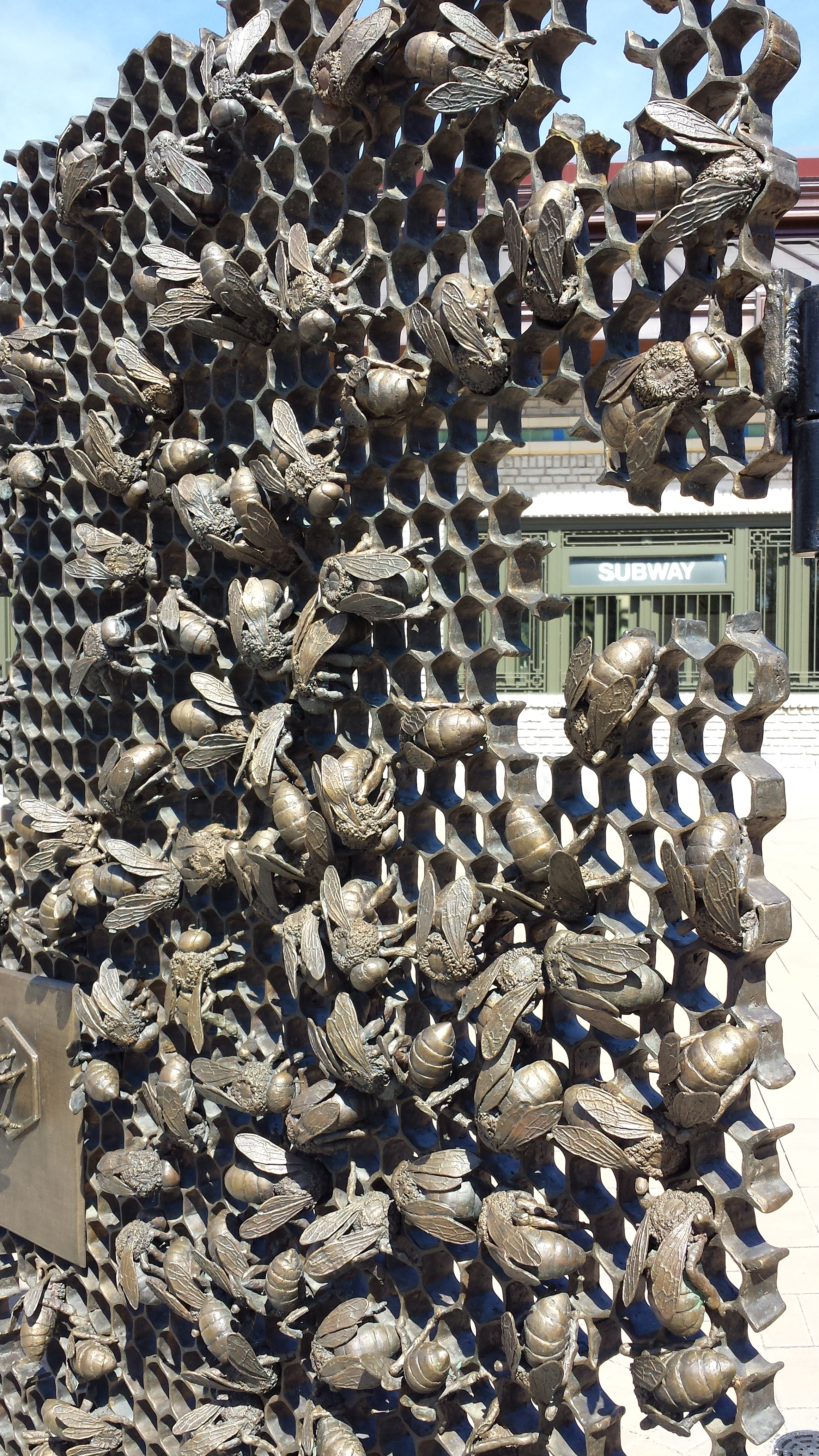
ゲートの装飾（クリストファー・ラッセル作、2012年）